# Hericium ramosum
Hericium ramosum là một loài nấm ăn được. Nó thường bị nhầm lẫn với Hericium coralloides do có những đặc điểm và bề ngoài giống nhau.